# 親衛隊経済管理本部
親衛隊経済管理本部（ドイツ語: SS-Wirtschafts-Verwaltungshauptamt, 略称SS-WVHA）は、国民社会主義ドイツ労働者党の組織親衛隊（SS）の経済部門を統合していた組織。「経済行政本部」とも訳される。長官はオズヴァルト・ポール親衛隊大将が務めた。

## 沿革
オズヴァルト・ポールは1934年に親衛隊本部管理局局長になって以来、親衛隊の経済問題をリードしてきた。親衛隊本部管理局は1940年に独立した本部(Hauptamt)となり、「予算及び建設本部(Hauptamt Haushalt und Bauten)」に改組された。この組織は国家予算から予算を支出される国家機関であったため、ポールはさらに親衛隊企業の投機のための組織として党予算で運営される「管理及び経済本部」(Hauptamt Verwaltung und Wirtschaft)を創設した。
1942年2月1日、この2つの組織が統合されることとなり、親衛隊経済管理本部(SS-Wirtschafts-Verwaltungshauptamt, 略称SS-WVHA)が誕生した。
さらに1942年3月16日の命令で親衛隊作戦本部の管理下にあった強制収容所総監府が、親衛隊経済管理本部の管轄下に移され、強制収容所総監リヒャルト・グリュックスは親衛隊経済管理本部D部集団長に就任した。この編成変えは総力戦体制が強まる中、強制収容所の役割は危険分子の隔離の面よりも奴隷労働力の供給源としての側面の方が注目されるようになったことを示している。
以降経済管理本部は強制収容所運営にも責任を持つようになった。経済管理本部とヴァルター・フンクの国立銀行は強制収容所囚人の品物を強奪を行っていた。ポールは囚人が所持していた高級品（現金、金、腕時計、装飾品、眼鏡など）をベルリンのWVHAまで届けさせた。そしてこれらの品は国立銀行の監督官エミール・プール (de:Emil Puhl) の検査を受けた後、国立銀行に納められた。ニュルンベルク裁判でのラインハルト作戦についての描写によると囚人からの強奪は100万ライヒスマルクに及ぶという。
経済管理本部から「経済指導者（Wirtschaftsführer）」が各親衛隊及び警察指導者司令部に派遣され、親衛隊地方組織の経済問題の細かい調整にあたった。さらに1944年に秩序警察本部が空襲で破壊されると、それまで秩序警察が行っていた親衛隊と警察の間の経済問題の調整の権限が親衛隊経済管理本部に移された。

## 組織図
親衛隊経済管理本部　：　オズヴァルト・ポール親衛隊大将
- A部集団、部隊管理　：　ハインツ・ファンスラウ(de:Heinz Fanslau)親衛隊少将[4][5]
  - AI部、予算　：　ハンス・レルナー(de:Hans Lörner)親衛隊少将
  - AII部、財政及び給料問題
  - AIII部、法務　：　ヴァルター・ザルペター(de:Walter Salpeter)親衛隊上級大佐
  - AIV部、会計　：　ヨーゼフ・ホークト(de:Josef Vogt (WVHA))親衛隊大佐
- B部集団、部隊経済　：　ゲオルク・レルナー(de:Georg Lörner) 親衛隊中将[4][3]
  - BI部、食糧　：　エルヴィン・チェンチャー(de:Erwin Tschentscher)親衛隊上級大佐
  - BII部、衣料
  - BIII部、宿所
  - BIV部、原料及び調達部門[# 1]
  - BV部、運輸　：　ルドルフ・シャイデ(de:Rudolf Scheide)親衛隊大佐
- C部集団、建設　：　ハンス・カムラー (Hans Kammler)親衛隊中将[4][3]
  - CI部、一般建築
  - CII部、特別建築　：　マックス・キーファー(de:Max Kiefer)親衛隊中佐
  - CIII部、技術
  - CIV部、芸術
  - CV部、中央建築監督
  - CVI部、工事維持及び内部調整
- D部集団、強制収容所　：　リヒャルト・グリュックス親衛隊中将[4][3]
  - DI部、中央事務所　：　アルトゥール・リーベヘンシェル親衛隊中佐、ルドルフ・ヘス親衛隊中佐
  - DII部、労働配置　：　ゲルハルト・マウラー(de:Gerhard Maurer)親衛隊大佐
  - DIII部、保健及び収容所衛生　：　エンノ・ロリンク(de:Enno Lolling)親衛隊大佐
  - DVI部、収容所管理　：　アントン・カイントル親衛隊中佐、ヴィルヘルム・ブルガー(de:Wilhelm Burger)親衛隊大佐
- W部集団、経済　：　オズヴァルト・ポール親衛隊大将[4]
  - WI部、ドイツ採石場（DESTなど）
  - WII部、東部採石場（東部ドイツ建設材料産業など）
  - WIII部、食品企業（ドイツ食糧有限会社など）
  - WIV部、製材（DAWなど）
  - WV部、農業（ドイツ食糧試験所など）
  - WVI部、織物・皮革（繊維・皮革加工有限会社）
  - WVII部、書籍・絵画（ノルトラント出版有限会社など）
  - WVIII部、特殊任務（ドイツ文化記念碑振興保全協会など）

このうちW部門は最も重要な部門で、強制収容所の囚人たちをどこで働かせるか決める権限があった。囚人の奴隷労働力をある時はドイツ国防軍のために軍事基地建設に駆り出し、ある時はIG・ファルベン、ハインケル、ユンカース、クルップ、メッサーシュミットなど大手企業に貸し出した。
さらにW部門は全ドイツに500を超える親衛隊企業を経営していた。中でもドイツ土石製造有限会社（Deutsche Erde und Steinwerke GmbH, 略称DEST）やドイツ装備製造有限会社（Deutsche Ausrüstungswerke GmbH, 略称DAW）などが特に成功した企業であった。独ソ戦後はソ連占領地の企業も続々とW部門の傘下に入った。

## その他
映画『シンドラーのリスト』の中で、オスカー・シンドラーがユダヤ人を故郷に連れ帰った時、シンドラーが警備の親衛隊員に向けて「Under Department "W" provisions, it is unlawful to kill a worker without just cause.（正当な理由なしに労働者を殺害することはW部門の規則に反し、非合法である）」と述べるシーンがある。これは事実であった。しかしこれはあくまでドイツ軍需産業を守らねばならぬ理由からであり、人道的な理由によるものではなかった。